# Guazapa (vulkaan)
Guazapa is een stratovulkaan in het departement Cuscatlán in El Salvador. De berg ligt ongeveer 10 kilometer ten noordoosten van de stad Apopa, acht kilometer ten zuidoosten van Aguilares en op vijf kilometer ten noordoosten van Guazapa. De berg is ongeveer 1438 meter hoog.